# Esso Motor Hotel
Esso Motor Hotel was een in Zweden gevestigde dochteronderneming van het Amerikaanse olie-concern Esso, voor de exploitatie van hotels in Europa.

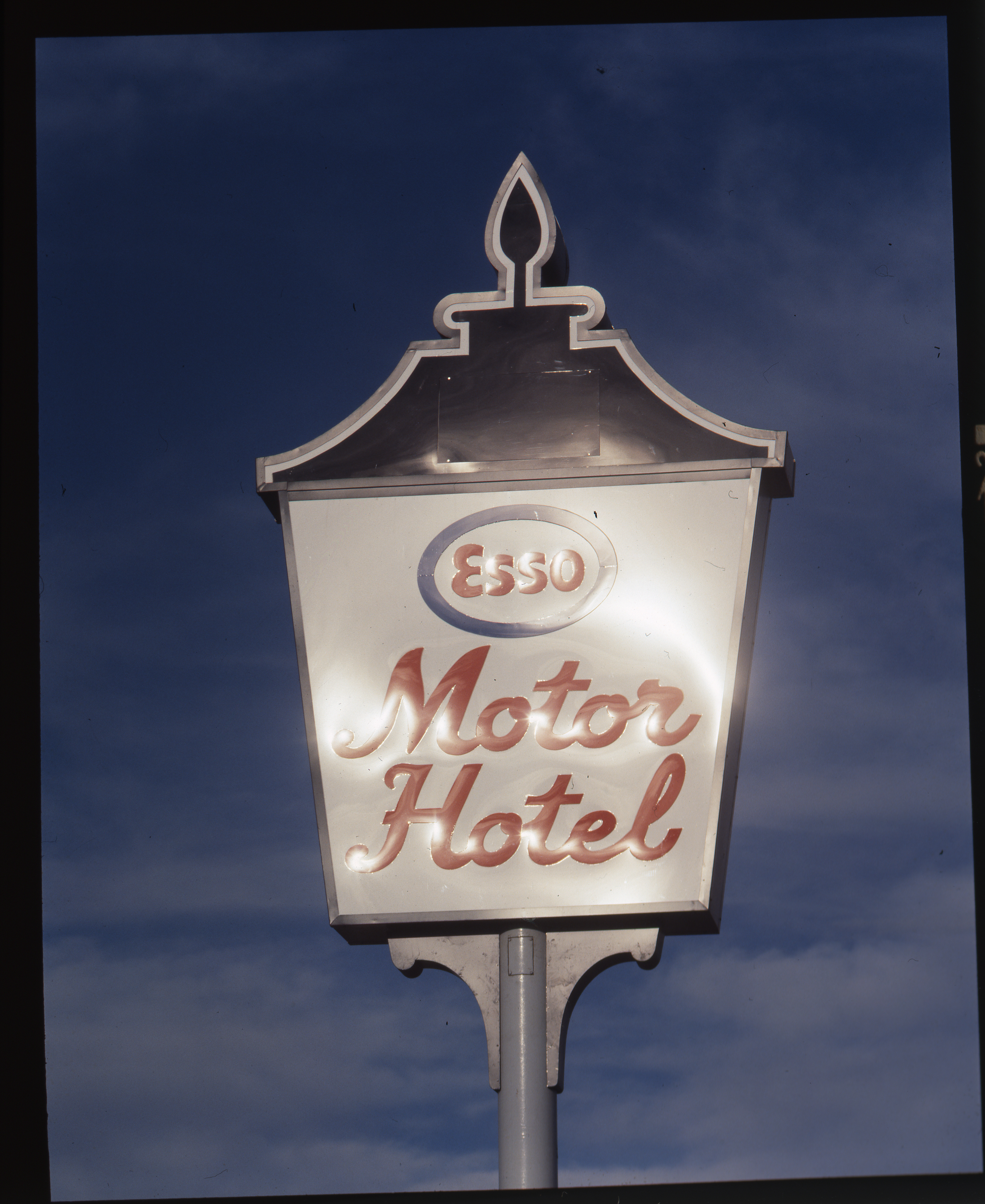
De lantaarn als herkenningspunt van een Esso Motor Hotel

## Geschiedenis

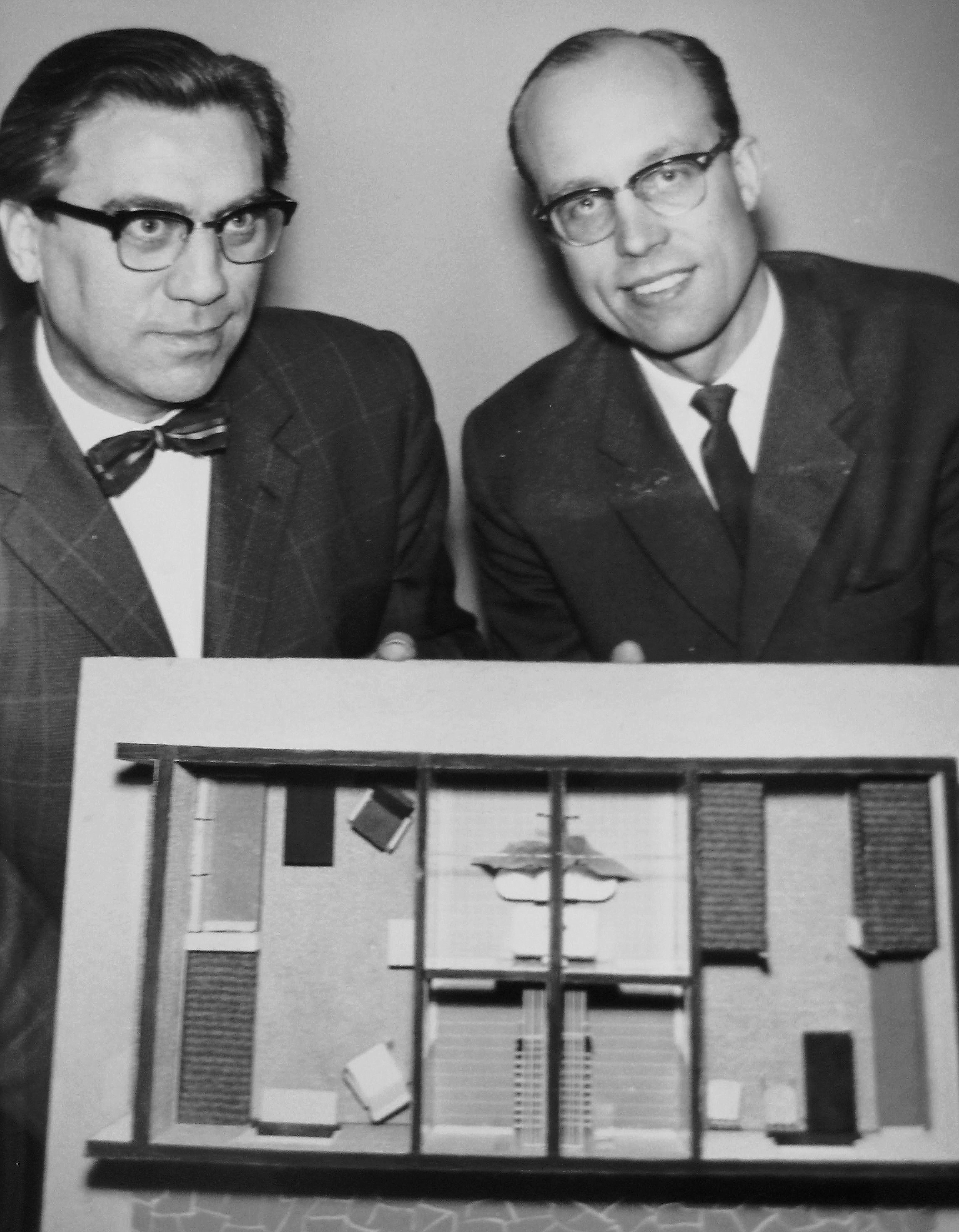
Ontwerp van de Esso Motorby uit 1961, gepresenteerd door architect Lennart Billgren en Arne Gustafsson, directeur van Svenska Esso

De overheden in Scandinavië wilden, begin jaren 60 van de twintigste eeuw, dat bij nieuwe tankstations langs de rijkswegen ook slaapplaatsen zouden komen voor automobilisten. In Zweden bood het Esso tankstation aan de E20 in Laxå, halfweg Stockholm en Göteborg, als eerste ook slaapplaatsen aan. In 1963 mondde dit uit in een Motorby (Zweeds voor Motordorp), een benzinepomp met werkplaats gecombineerd met een hotel gericht op automobilisten waarbij de kamers direct vanaf de parkeerplaats toegankelijk zijn. Zowel de kamers als de voorzieningen, zoals een zelfbedienings cafetaria en een kiosk, bevonden zich op de begane grond. Korte tijd later volgde de oprichting van de Esso Motorhotell AB. Hierna volgden Motorbys in Härnosand, Östersund en Vara en een motel in Örkelljunga. Latere Esso Motor Hotels kregen meer voorzieningen dan de motorby, zoals een restaurant, bank, sportzaal, sauna, zwembad en vergaderruimtes, met name om ook zakenreizigers te faciliteren. De eerste drie motorbys zijn uitgebreid tot volwaardig Esso Motor Hotel, maar de vestigingen in Vara en Örkelljunga werden slechts gekwalificeerd als Esso Motel zonder uitgebreide voorzieningen.
Tot de reorganisatie begin 1973 zijn 59 Esso Motor Hotels geopend, 27 in Zweden, 5 in andere Scandinavische landen, 3 in Nederland, 3 in Italië, 8 in het Verenigd Koninkrijk, 1 in Oostenrijk, 10 in Duitsland en 2 in België. De hotels buiten Scandinavië werden beheerd door Esso Motor Hotel Inc. in Londen.

## DeEsso route
Na de eerste drie motor hotels in Zweden volgde de sprong naar het buitenland. Om van Zweden naar de Italiaanse kust te rijden koos Esso voor een route vanaf Mölndal (Göteborg) via de veerboot over de Sont bij Helsingborg naar Glostrup (Kopenhagen) en daarna over de Vogelfluglinie naar Duitsland. In Duitsland werd het HaFraBa traject gevolgd en ten zuiden van Basel de huidige E25 door Zwitserland en Frankrijk en de, toen nieuwe, Mont Blanctunnel. Vanaf Courmayeur, de Italiaanse kant van de Mont Blanctunnel, werd via Valle d'Aosta en de Autostrada serenissima uiteindelijk Brescia bereikt. De hotels werden gebouwd op ongeveer een dag rijden van elkaar en de automobilist kon met een reserveringssysteem het volgende Esso Motor Hotel op zijn routeboeken. In 1965 opende de vestiging in Brescia, het voorlopig zuidelijke eindpunt van de Esso route, in 1966 gevolgd door de vestiging in Mölndal, het voorlopig noordelijke eindpunt. Begin oktober 1966 waren 8 hotels in gebruik en na de opening van de hotels in Freiburg (eind 1966) en Glostrup (1967) was het mogelijk om met de auto het hele traject van Oslo of Stockholm naar de Italiaanse kust af te leggen met overnachtingen in de Esso Motor Hotels onderweg. In 1967 kwam wat meer variatie in de route met de hotels in Heidelberg en Sindelfingen in Zuid-Duitsland en werden in Zweden de hotels in Jönköping en Norrköping geopend. Door deze laatste twee hoefden reizigers uit Stockholm, op weg uit of naar het zuiden, niet meer om te rijden via Laxå en Mölndal, maar konden ze ook langs de kortere rechtstreekse route van Stockholm naar Helsingborg terecht. De Italiaanse partner van Esso, Pavesi, bouwde ten zuiden van Florence vijf motels langs de route naar Sicilië, zodat van het oorspronkelijke plan voor een route van Trondheim tot Sicilië alleen nog de vestigingen in Trondheim en Florence zijn gerealiseerd.

## Groei
In februari 1968 waren 14 hotels in gebruik, waarvan 6 in Zweden en was begonnen met een ambitieus bouwprogramma. Het begrip Motel werd niet gebruikt omdat het voor de klant duidelijk moest zijn dat een Motor Hotel betere voorzieningen heeft dan een gewoon motel. Alleen al in Zweden zou het aantal hotels worden uitgebreid tot 19 half 1968, 27 in 1969 en 35 in 1970. In de toeristische sector werd de Engelse vestiging in South Mimms via de veerverbindingen met België en de vestiging in Born verbonden met de Esso route en werd in Denemarken, tegelijk met Legoland, de vestiging in Billund geopend. In Casteau (België) werd een hotel geopend in de buurt van SHAPE dat daar sinds 1 april 1967 gevestigd was. In Maidenhead, iets ten westen van Londen, werd een hotel gebouwd in combinatie met het Esso trainingscentrum. Uiteindelijk was het aantal vestigingen eind 1968 meer dan verdubbeld, al liep de bouw in Zweden trager dan gepland.
De groei vlakte vervolgens af en de volgende verdubbeling duurde tot eind 1972, waarbij in de Benelux (Antwerpen en Amsterdam in 1969 en Velp in 1970), Duitsland en Groot-Brittannië ook een gooi werd gedaan naar de zakenreiziger. Met ingang van 1970 kregen de nieuwe hotels minstens 100 kamers, kleinere bestaande hotels werden vergroot. Begin 1972 waren naast Esso Motor Hotel ook vele andere, eveneens Amerikaanse, hotelketens op de Europese markt actief en had Esso Motor Hotel nog verschillende hotels in Noorwegen, Groot-Brittannië en Duitsland in aanbouw. Deze hotels kwamen met name in Duitsland en Groot-Brittannië nog bij de extra hotelcapaciteit die de verschillende ketens al sinds eind jaren 60 in de grote steden hadden gebouwd.

## Reorganisatie
De verzadiging van de hotelbranche in de grote steden en behoefte aan liquiditeiten voor de oliewinning was voor Esso aanleiding om de hotels buiten Scandinavië te koop te zetten.

### Crest
Het hotel in Freiburg was al afgestoten en eind 1972 werden alle hotels buiten Scandinavië verkocht of verpacht aan het Britse Crest Hotels, inclusief Runcorn het op dat moment in aanbouw zijnde zestigste hotel. Vanaf 1976 werd de naam op de 17 door Crest gekochte hotels vervangen door EuroCrest. Crest wilde eind 1976 uitbreiden in Duitsland met nieuwe vestigingen en kocht alsnog de gepachte vestigingen, de negen Duitse en de Oostenrijkse, van Esso Motor Hotel waarna ook hier de naam EuroCrest op de gevel verscheen. Later heeft Crest al "haar" Esso Motor Hotels aan diverse hotelketens doorverkocht.

### Scandinavië
Na de transactie met Crest eind 1972 resteerden 32 vestigingen in Scandinavië, waarvan 27 in Zweden. De Deense vestigingen werden vervolgens ook afgestoten, 1974 kocht Lego het hotel in Billund, dat het eerst exploiteerde als Vis-a-Vis Hotel en tegenwoordig als Hotel Legoland. In 1979 volgde de andere Deense vestiging in Glostrup, die verderging als Glostrup Park Hotel. In 1974 waren er 28 vestigingen in Zweden, sindsdien zijn nog enkele hotels in Noorwegen gebouwd. In Zweden ging de groei door en in oktober 1976 waren er al 44 vestigingen. Naast de Esso Motor Hotels ontstond ook een parallelmarkt van enerzijds Esso Scandic, hotels in de stad zonder voorzieningen voor de auto, anderzijds de Esso Motels, waaronder Örkelljunga en Vara, met beperkte voorzieningen. Verder had Esso in Zweden nog meerdere wegrestaurants onder de naam Taverna. In 1977 had Esso Motor Hotel 10% van de hotelcapaciteit in Zweden en een marktaandeel van 25%. In 1983 besloot Esso om de hotelactiviteiten af te stoten, op dat moment waren in Zweden 41 Esso Motor Hotels, 6 Esso Motels en 8 Esso Scandic Hotels. Esso verkocht Esso Motorhotell AB aan een groep beleggers die in 1984 de naam van het bedrijf wijzigde in Scandic Hotels.

## Lijsten

### Esso Motor Hotels
Details en wijzigingen staan in het betreffende artikel. De ligging is de locatie van het toenmalige Esso Motor Hotel. De meeste zijn nog in gebruik bij andere hotelketens of als zelfstandig hotel, maar een aantal heeft een andere bestemming gekregen of is gesloopt.
| Hotel                 | Plaats               | Land                | Geopend     | Ligging                        | Bouwnr. | Foto | Huidig gebruik                               |
| --------------------- | -------------------- | ------------------- | ----------- | ------------------------------ | ------- | ---- | -------------------------------------------- |
| Esso Motor Hotel Laxå | Laxå                 | Zweden              | 14.07.1963  | 58° 58′ 59″ NB, 14° 37′ 31″ OL | 1       |      |                                              |
| Härnosand             | Härnosand            | Zweden              | 1964        | 62° 38′ 36″ NB, 17° 54′ 30″ OL | 2       |      |                                              |
| Östersund             | Östersund            | Zweden              | 1965        | 63° 9′ 33″ NB, 14° 40′ 18″ OL  |         |      |                                              |
| Brescia               | Brescia              | Italië              | 1965        | 45° 31′ 47″ NB, 10° 15′ 11″ OL |         |      |                                              |
| Mölndal               | Mölndal              | Zweden              | 1966        |                                |         |      |                                              |
| South Mimms           | Hendon               | Verenigd Koninkrijk | 1966        | 51° 41′ 23″ NB, 0° 13′ 31″ WL  |         |      |                                              |
| Hannover              | Hannover             | Duitsland           | lente 1966  | 52° 21′ 45″ NB, 9° 49′ 59″ OL  |         |      |                                              |
| Courmayeur            | Courmayeur           | Italië              | 01.10.1966  | 45° 48′ 42″ NB, 6° 57′ 39″ OL  | 8       |      |                                              |
| Freiburg              | Freiburg im Breisgau | Duitsland           | herfst 1966 | 48° 0′ 30″ NB, 7° 48′ 53″ OL   | 9       |      |                                              |
| Glostrup              | Kopenhagen           | Denemarken          | 00.06.1967  | 55° 40′ 0″ NB, 12° 24′ 35″ OL  |         |      | Glostrup Park hotel                          |
| Sindelfingen          | Sindelfingen         | Duitsland           | 1967        | 48° 42′ 27″ NB, 9° 2′ 1″ OL    |         |      | Mercure Hotel Bristol Stuttgart Sindelfingen |
| Nürnberg              | Neurenberg           | Duitsland           | 00.06.1967  | 49° 25′ 26″ NB, 11° 06′ 25″ OL |         |      | Congress Hotel Mercure                       |
| Jönköping             | Jönköping            | Zweden              | 1967        | 57° 47′ 12″ NB, 14° 13′ 46″ OL |         |      |                                              |
| Norrköping            | Norrköping           | Zweden              | 1967        | 58° 37′ 7″ NB, 16° 09′ 40″ OL  |         |      |                                              |
| Arlöv                 | Arlöv                | Zweden              | 00.02.1968  | 55° 38′ 48″ NB, 13° 04′ 52″ OL |         |      | Arlöv Park Hotel                             |
| Södertälje            | Södertälje           | Zweden              | 00.02.1968  | 59° 10′ 30″ NB, 17° 38′ 37″ OL |         |      |                                              |
| Falun                 | Falun                | Zweden              | 00.02.1968  |                                |         |      |                                              |
| Gävle                 | Gävle                | Zweden              | 00.04.1968  |                                |         |      |                                              |
| Kungens Kurva         | Stockholm            | Zweden              | 00.04.1968  | 59° 16′ 20″ NB, 17° 54′ 58″ OL |         |      |                                              |
| Kalmar                | Kalmar               | Zweden              | 00.05.1968  | 56° 40′ 24″ NB, 16° 19′ 11″ OL |         |      |                                              |
| Born                  | Born                 | Nederland           | 1968        | 51° 2′ 19″ NB, 5° 49′ 53″ OL   |         |      |                                              |
| Segevång              | Malmö                | Zweden              | 00.06.1968  | 55° 37′ 6″ NB, 13° 03′ 50″ OL  |         |      | Hotel Scandic Segevång                       |
| Borås                 | Borås                | Zweden              | 00.06.1968  | 57° 43′ 10″ NB, 12° 58′ 14″ OL |         |      |                                              |
| Sundsvall             | Sundsvall            | Zweden              | 00.06.1968  | 62° 24′ 49″ NB, 17° 20′ 44″ OL |         |      |                                              |
| Billund               | Billund              | Denemarken          | 07.06.1968  | 55° 43′ 55″ NB, 9° 7′ 36″ OL   |         |      | Hotel Legoland                               |
| Casteau               | Casteau              | België              | 1968        | 50° 30′ 32″ NB, 4° 0′ 11″ OL   |         |      |                                              |
| Eskilstuna            | Eskilstuna           | Zweden              | 1968        | 59° 22′ 12″ NB, 16° 33′ 10″ OL |         |      |                                              |
| Linz                  | Linz                 | Oostenrijk          | 1969        | 48° 16′ 47″ NB, 14° 18′ 22″ OL |         |      |                                              |
| Maidenhead            | Maidenhead           | Verenigd Koninkrijk | 1968        | 51° 30′ 31″ NB, 0° 43′ 58″ WL  |         |      |                                              |
| Heidelberg            | Heidelberg           | Duitsland           | 1968        | 49° 23′ 14″ NB, 8° 39′ 41″ OL  |         |      |                                              |
| Amsterdam             | Amsterdam            | Nederland           | 26.02.1969  | 52° 20′ 7″ NB, 4° 53′ 18″ OL   |         |      | Holiday Inn Buitenveldert                    |
| Antwerpen             | Antwerpen            | België              | 1969        | 51° 11′ 25″ NB, 4° 24′ 15″ OL  |         |      | Crowne Plaza Antwerpen                       |
| Firenze               | Florence             | Italië              | 1969        | 43° 45′ 27″ NB, 11° 17′ 55″ OL |         |      |                                              |
| Helsingborg Berga     | Helsingborg          | Zweden              | 00.06.1969  | 56° 4′ 39″ NB, 12° 43′ 48″ OL  |         |      |                                              |
| Lund                  | Lund                 | Zweden              | 00.04.1969  |                                |         |      |                                              |
| Karlshamn             | Karlshamn            | Zweden              | 00.06.1969  | 56° 11′ 25″ NB, 14° 50′ 49″ OL |         |      |                                              |
| Uppsala               | Uppsala              | Zweden              | 00.06.1969  |                                |         |      |                                              |
| Växjö                 | Växjö                | Zweden              | 00.06.1969  |                                |         |      |                                              |
| Hamburg               | Hamburg              | Duitsland           | 02.09.1969  | 53° 36′ 4″ NB, 10° 1′ 25″ OL   |         |      |                                              |
| Söderhamn             | Söderhamn            | Zweden              | > 1968      | 61° 18′ 8″ NB, 17° 1′ 59″ OL   |         |      |                                              |
| Luleå                 | Luleå                | Zweden              | > 1968      |                                |         |      |                                              |
| Örebro                | Örebro               | Zweden              | > 1968      | 59° 16′ 29″ NB, 15° 10′ 38″ OL |         |      |                                              |
| Ulriksdal-Järva Krog  | Stockholm            | Zweden              | >1968       | 59° 22′ 45″ NB, 18° 0′ 36″ OL  |         |      |                                              |
| Stavanger             | Stavanger            | Noorwegen           | 13.05.1970  | 58° 57′ 25″ NB, 5° 42′ 0″ OL   |         |      |                                              |
| Edinburgh             | Edinburgh            | Verenigd Koninkrijk | 22.05.1970  | 55° 57′ 20″ NB, 3° 14′ 35″ WL  |         |      |                                              |
| Luton                 | Luton                | Verenigd Koninkrijk | >22.05.1970 |                                |         |      |                                              |
| München               | München              | Duitsland           | 1970        | 48° 9′ 36″ NB, 11° 37′ 11″ OL  |         |      | Holiday Inn München                          |
| Umeå                  | Umeå                 | Zweden              |             | 63° 49′ 0″ NB, 20° 15′ 5″ OL   |         |      |                                              |
| Karlstad              | Karlstad             | Zweden              |             | 59° 23′ 30″ NB, 13° 29′ 48″ OL |         |      |                                              |
| Velp                  | Velp                 | Nederland           | 1970        | 51° 59′ 5″ NB, 5° 58′ 40″ OL   |         |      |                                              |
| Köln                  | Keulen               | Duitsland           | 1971        | 50° 55′ 38″ NB, 6° 54′ 14″ OL  |         |      |                                              |
| Ramstad               | Høvik                | Noorwegen           | 1972        | 59° 53′ 52″ NB, 10° 33′ 58″ OL |         |      | Autoxo autodealer                            |
| Trondheim             | Trondheim            | Noorwegen           | 10.06.1972  | 63° 24′ 36″ NB, 10° 26′ 31″ OL |         |      |                                              |
| Hambrook              | Bristol              | Verenigd Koninkrijk | 06.1972     | 51° 30′ 18″ NB, 2° 32′ 13″ WL  |         |      |                                              |
| Coventry              | Coventry             | Verenigd Koninkrijk | 1972        |                                |         |      |                                              |
| Wembley               | Londen               | Verenigd Koninkrijk | 1972        | 51° 33′ 21″ NB, 0° 17′ 8″ WL   |         |      |                                              |
| Frankfurt             | Frankfurt am Main    | Duitsland           | 08.1972     | 50° 4′ 29″ NB, 8° 39′ 42″ OL   |         |      |                                              |
| Bremen                | Bremen               | Duitsland           | 09.1972     | 53° 5′ 11″ NB, 8° 52′ 27″ OL   |         |      |                                              |
| Erskine Bridge        | Glasgow              | Verenigd Koninkrijk | 21.11.1972  | 55° 54′ 43″ NB, 4° 27′ 18″ WL  |         |      |                                              |
| Beechwood             | Runcorn              | Verenigd Koninkrijk | 20.02.1973  | 53° 18′ 41″ NB, 2° 41′ 42″ WL  | 60      |      |                                              |
| Vänersborg            | Vänersborg           | Zweden              | 1978        | 58° 21′ 49″ NB, 12° 19′ 4″ OL  |         |      |                                              |
| Flesland              | Bergen               | Noorwegen           | 09.09.1980  | 60° 17′ 24″ NB, 5° 15′ 31″ OL  |         |      | Scandic Hotel Bergen Airport                 |
| Askersund             | Askersund            | Zweden              |             | 58° 52′ 46″ NB, 14° 53′ 53″ OL |         |      |                                              |
| Årjäng                | Årjäng               | Zweden              |             |                                |         |      |                                              |
| Backadal              | Göteborg             | Zweden              |             |                                |         |      |                                              |
| Borlänge              | Borlänge             | Zweden              |             | 60° 29′ 4″ NB, 15° 26′ 6″ OL   |         |      |                                              |
| Fagersta              | Fagersta             | Zweden              |             |                                |         |      |                                              |
| Filipstad             | Filipstad            | Zweden              |             | 59° 42′ 46″ NB, 14° 10′ 30″ OL |         |      |                                              |
| Flen                  | Flen                 | Zweden              |             |                                |         |      |                                              |
| Gränna                | Gränna               | Zweden              |             |                                |         |      |                                              |
| Karlskoga             | Karlskoga            | Zweden              |             |                                |         |      |                                              |
| Linköping             | Linköping            | Zweden              |             | 58° 24′ 21″ NB, 15° 33′ 40″ OL |         |      |                                              |
| Mora                  | Mora                 | Zweden              |             |                                |         |      |                                              |
| Nyköping              | Nyköping             | Zweden              |             |                                |         |      |                                              |
| Örnsköldvik           | Örnsköldvik          | Zweden              |             |                                |         |      |                                              |
| Ulricehamn            | Ulricehamn           | Zweden              |             |                                |         |      |                                              |
| Västerås              | Västerås             | Zweden              |             |                                |         |      |                                              |

### Esso Motels
| Motel       | Plaats      | Land   | Geopend | Ligging                        |
| ----------- | ----------- | ------ | ------- | ------------------------------ |
| Örkelljunga | Örkelljunga | Zweden | 1966    | 56° 17′ 1″ NB, 13° 15′ 44″ OL  |
| Vara (Naum) | Vara        | Zweden | 1966    | 58° 12′ 55″ NB, 12° 54′ 47″ OL |
| Nalles      | Arboga      | Zweden |         | 59° 23′ 12″ NB, 15° 48′ 48″ OL |
| Laganland   | Ljungby     | Zweden |         |                                |
| Liz Motel   | Sundsvall   | Zweden |         |                                |
| Säter       | Säter       | Zweden |         |                                |

### Esso Scandic
| Hotel          | Plaats    | Land   | Geopend | Ligging                        |
| -------------- | --------- | ------ | ------- | ------------------------------ |
| Alingsås       | Alingsås  | Zweden |         |                                |
| Alvesta        | Alvesta   | Zweden |         |                                |
| Gislaved       | Gislaved  | Zweden |         |                                |
| Bergsmännen    | Hofors    | Zweden |         | 60° 32′ 44″ NB, 16° 17′ 13″ OL |
| Gyllene Ratten | Stockholm | Zweden |         |                                |
| Täby           | Stockholm | Zweden |         |                                |
| Säffle         | Säffle    | Zweden |         |                                |
| Tranås         | Tranås    | Zweden |         |                                |